# Katedra Świętych Piotra i Pawła w Bardowicku
Katedra Świętych Piotra i Pawła (niem. Dom St. Peter und Paul) – gotycka świątynia luterańska znajdująca się w niemieckim mieście Bardowick. Dawna kolegiata, zwyczajowo nazywana katedrą (niem. der Dom), chociaż prawdopodobnie nigdy nie była siedzibą biskupa.

## Historia
Prawdopodobnie pierwszy kościół w Bardowicku został ufundowany w VIII wieku przez Karola Wielkiego. Przypuszczalnie świątynia mogła być planowana jako siedziba diecezji bądź przez krótki czas być siedzibą biskupów Verden, lecz tezy te budzą kontrowersje wśród badaczy. Pierwsza wzmianka o kościele pw. św. Piotra pochodzi z 1146 roku, a w 1162 biskup Verden nadał tutejszej kapitule niezależność od władz. Tryb życia kanoników przypominał reguły zakonne. W połowie XII wieku wzniesiono monumentalną świątynię w stylu romańskim. W 1189 miasto zostało zniszczone przez wojska Henryka Lwa, z dawnej katedry zachowały się do dziś jedynie nieliczne detale.
W XIV wieku planowano przebudować świątynię, w 1347 fundusze na ten cel przekazał w testamencie zmarły kanonik Dietrich von dem Berge. Rozpoczęcie prac opóźniało się, a w 1371 roku katedra została zniszczona w trakcie wojny o sukcesję w Lüneburgu. Pod koniec XIV rozpoczęto odbudowę, w XV wieku ukończono prace nad nowym korpusem nawowym, a na miejscu dawnych, wysokich wież, wzniesiono dwie ośmiokątne konstrukcje o znacznie niższej wysokości, które w 1488 roku przykryto ołowianymi dachami.

## Architektura
Świątynia trójnawowa, o układzie halowym. Najstarszą częścią jest zachowana romańska kruchta wraz z dolnymi części wież, wzniesiona ze skał gipsowych pochodzących ze wzgórza Kalkberg w Lüneburgu. Kruchtę przykrywa sklepienie krzyżowe. Do fasady dostawiona jest kaplica św. Szczepana z 1353 roku, która przysłoniła zachowany romański portal wejściowy, chroniąc go jednocześnie przed warunkami atmosferycznymi. Zarówno korpus nawowy, jak i prezbiterium, ma długość czterech przęseł. Ich wygląd wzorowano na lüneburskich kościołach: św. Jana i św. Michała. Pierwotnie dwie części kościoła były oddzielone za pomocą lektorium. W korpusie nawowym okna zgrupowano po dwa między przyporami. Salowe prezbiterium zakończone jest wieloboczną absydą.

## Wyposażenie
Najstarszym elementem wyposażenia jest brązowa chrzcielnica z 1367 roku. Ołtarz główny, poświęcony Matce Bożej, powstał ok. 1430 roku, przypisywany jest Lewinowi Snitkerowi. W środkowej części znajduje się rzeźba Madonny z Dzieciątkiem oraz figury apostołów i świętych ustawione w niszach. Zewnętrzna dekoracja skrzydeł nie zachowała się. Stalle pochodzą z lat 1486–1487, liczą 54 miejsca siedzące i są największe w północnych Niemczech. Mosiężny żyrandol pochodzi z roku 1664, a witraże z herbami ufundował w 1673 roku książę Brunszwiku-Lüneburga Jerzy Wilhelm. Neogotycka ambona pochodzi z XIX wieku.
Trójmanuałowe organy wykonało w latach 2011–2012 przedsiębiorstwo Alexander Schuke Potsdam Orgelbau, ich budowa wzorowana była na barokowych organach z kościoła Świętego Krzyża w Suhl. Składają się z 3088 piszczałek zgrupowanych w 45 głosów; zainstalowano je w neogotyckim prospekcie wybudowanym w 1867 roku przez warsztat Philipp Furtwängler & Söhne.
Najmniejszy dzwon katedry zawieszono nad kalenicą nawy głównej, pochodzi on z roku 1880. Na wieży południowej zawieszono trzy niewielkie, zabytkowe dzwony oraz współczesny instrument z 2010 roku, z ludwisarni Rincker w Sinn. W północnej wieży znajdują się dwa dzwony z 1424 roku. Dane dzwonów:
| Imię                      | Waga       | Średnica    | Wysokość bez korony | Ton        | Rok odlania |
| Sygnaturka                | Sygnaturka | Sygnaturka  | Sygnaturka          | Sygnaturka | Sygnaturka  |
| ------------------------- | ---------- | ----------- | ------------------- | ---------- | ----------- |
| Gebets- und Stundenglocke | ~60 kg     | brak danych | brak danych         | f'''       | 1880        |
| Wieża południowa          |            |             |                     |            |             |
| brak                      | 60 kg      | 44,6 cm     | 43,5 cm             | b"         | ok. 1250    |
| brak                      | 110 kg     | 57 cm       | 51,1 cm             | as"        | ok. 1150    |
| brak                      | 200 kg     | 68 cm       | 59,7 cm             | f"         | ok. 1325    |
| brak                      | 256 kg     | 68 cm       | 59,7 cm             | d"         | 2010        |
| Wieża północna            |            |             |                     |            |             |
| Sonntagsglocke            | 1060 kg    | 123 cm      | 100 cm              | f'         | 1424        |
| Bußglocke                 | 1500 kg    | 136 cm      | 108,8 cm            | es'        | 1424        |

## Galeria

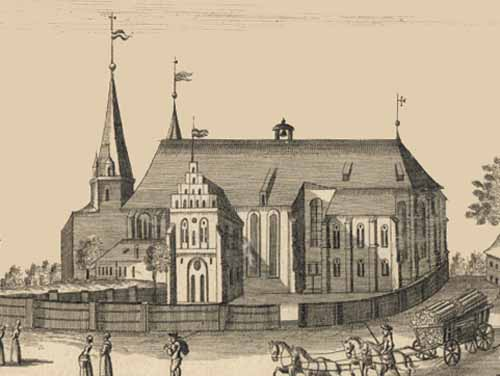
Widok w 1720
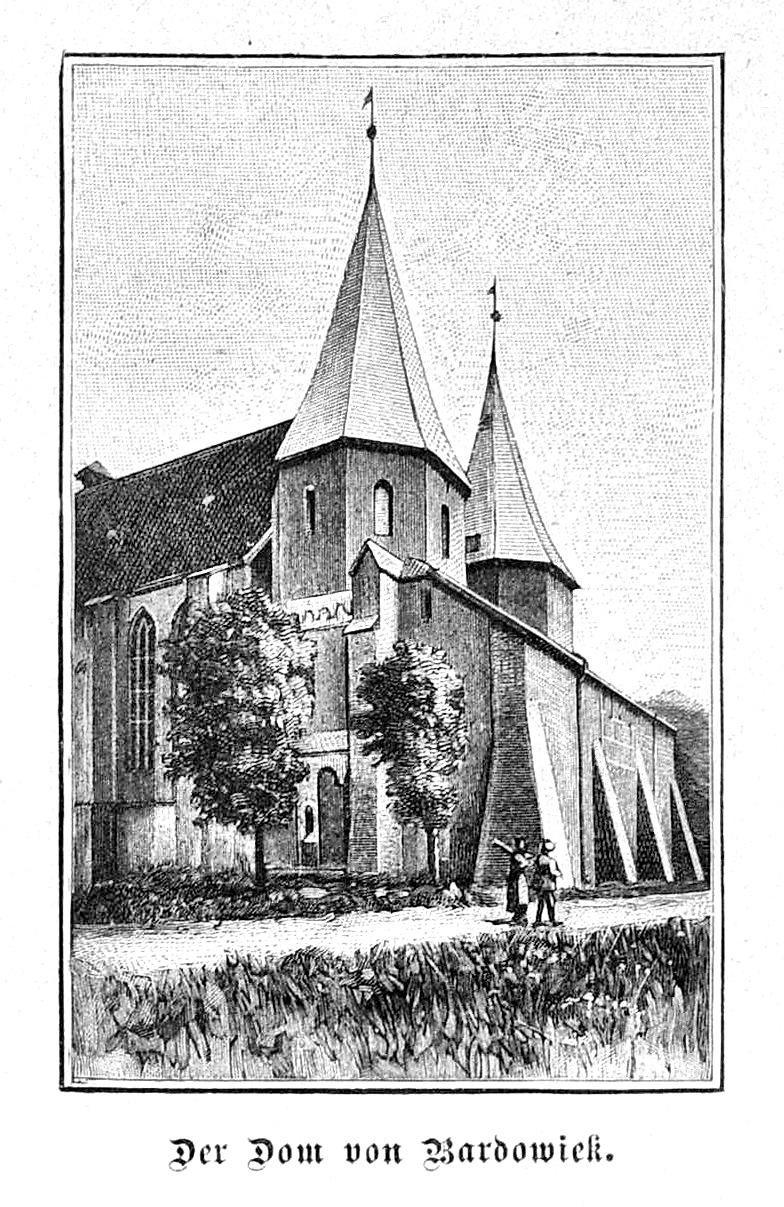
Widok w 1892
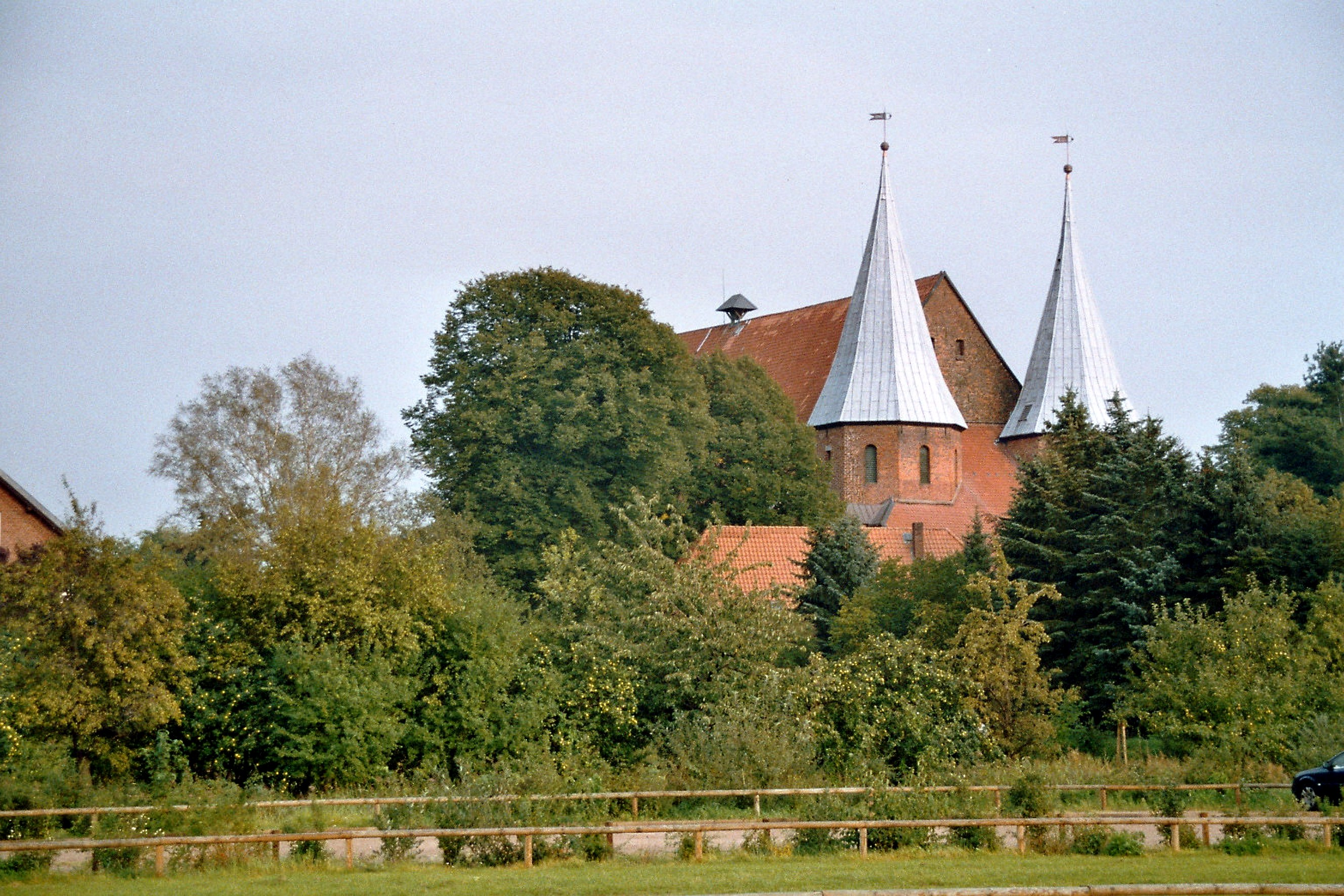
Widok z północnego zachodu
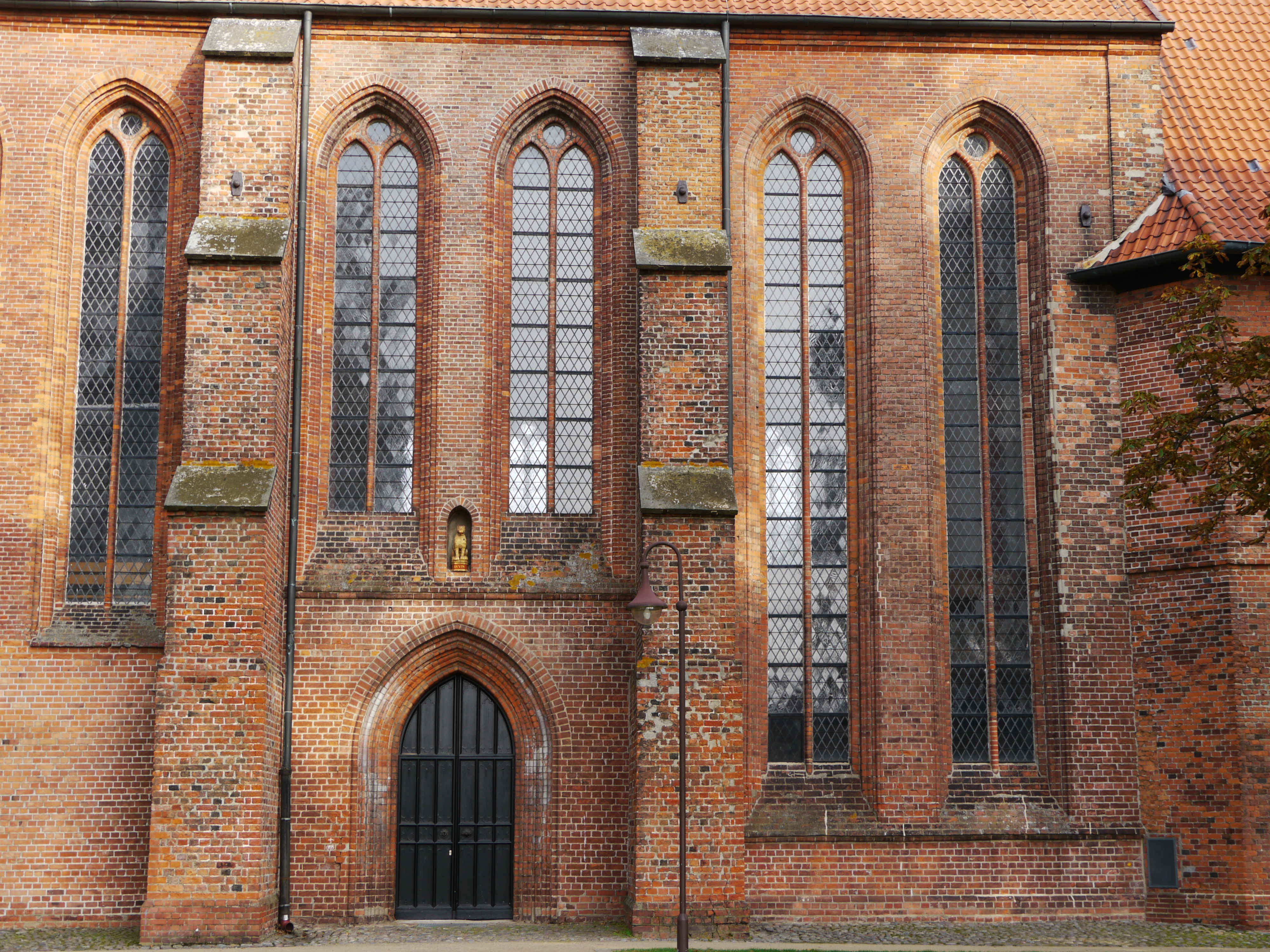
Południowa elewacja
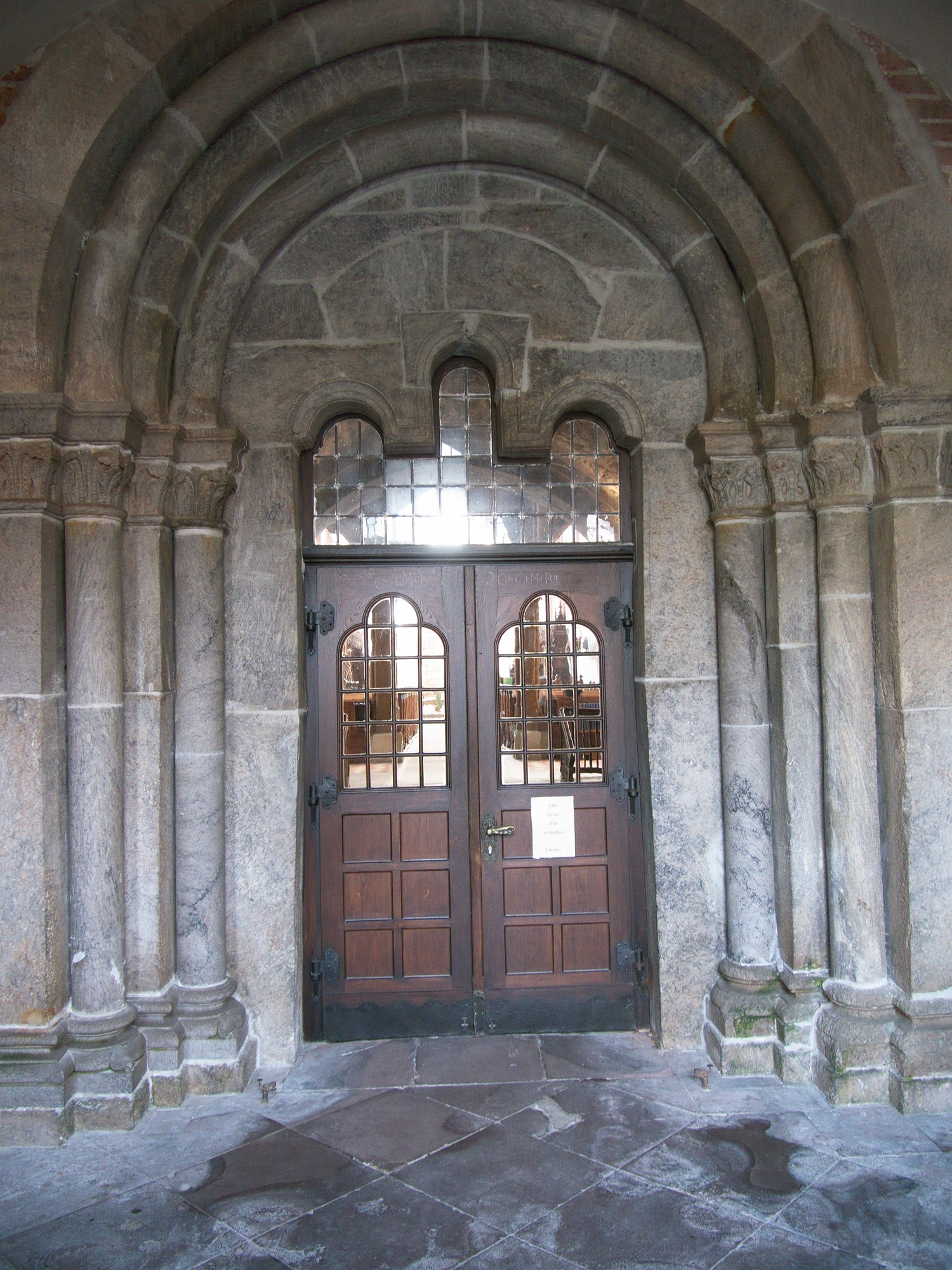
Romański portal
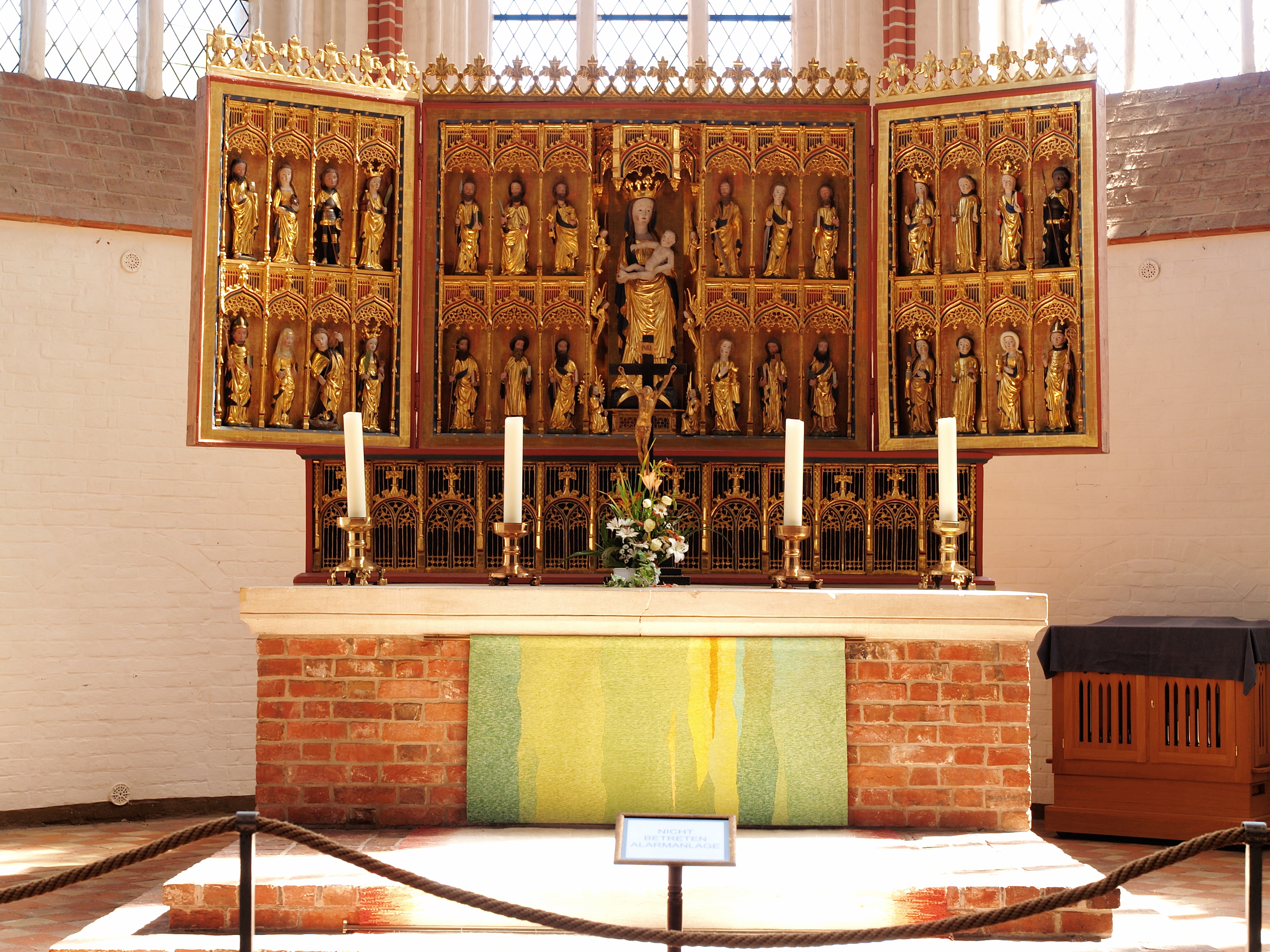
Ołtarz główny
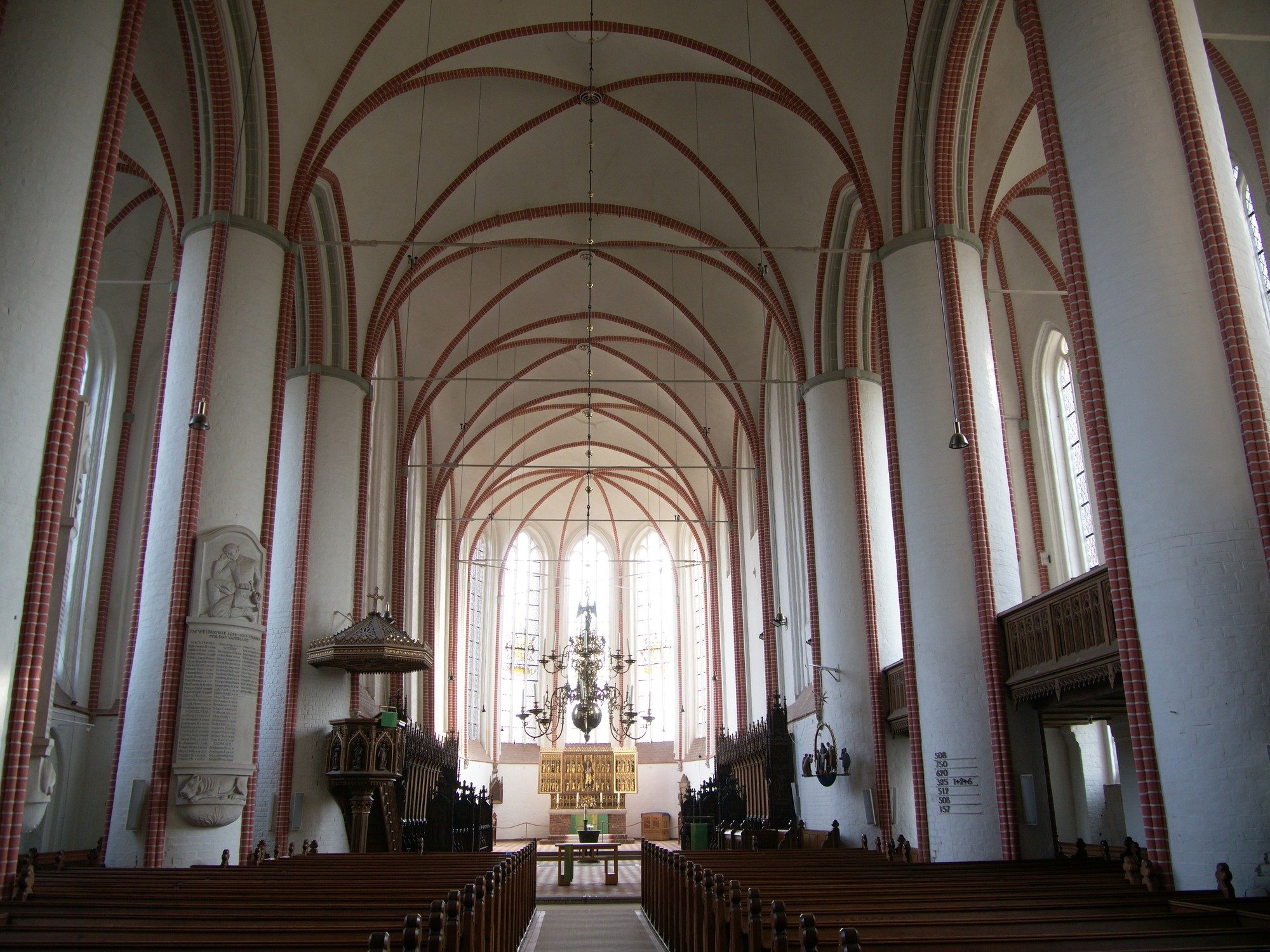
Wnętrze
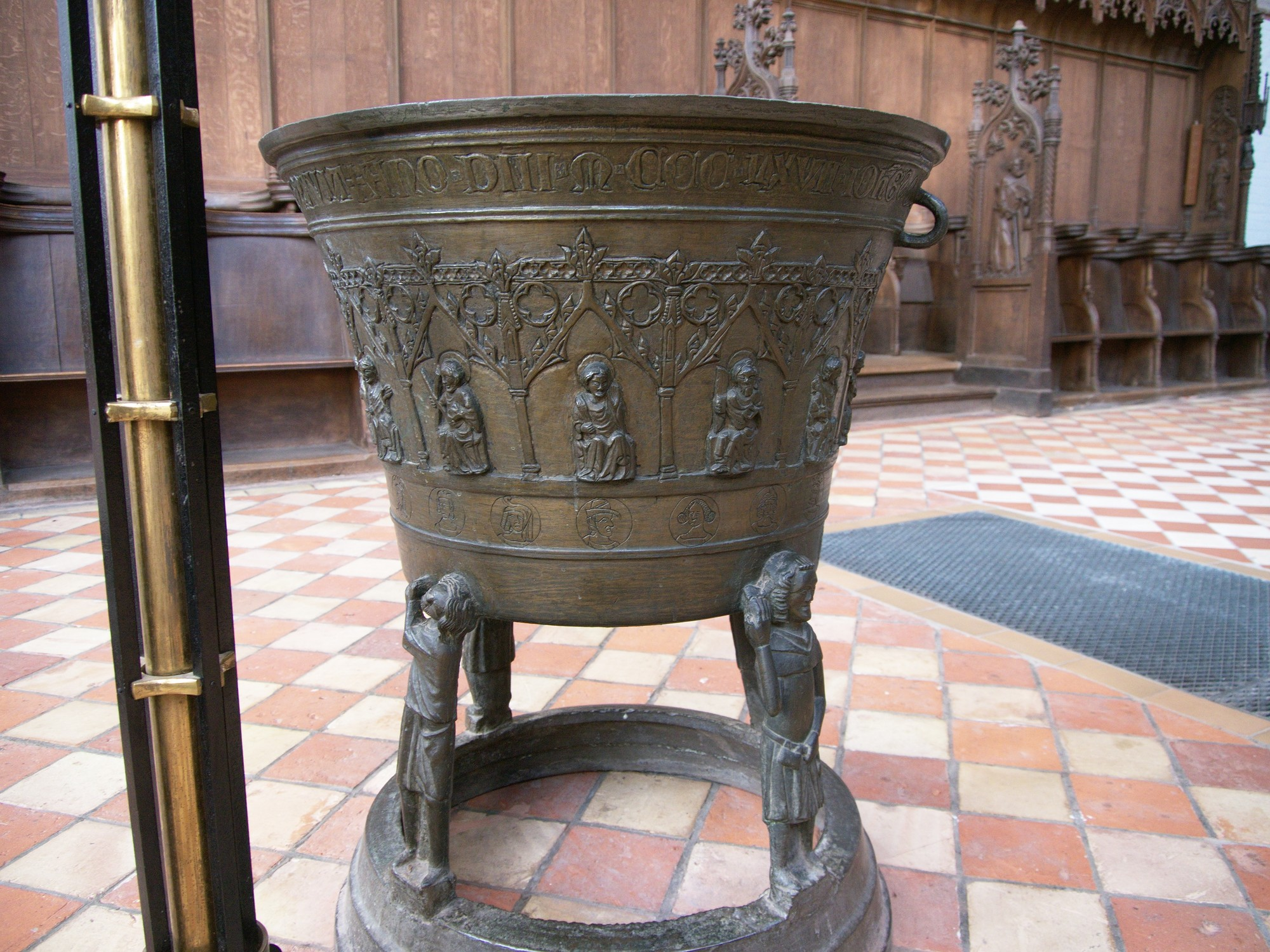
Chrzcielnica
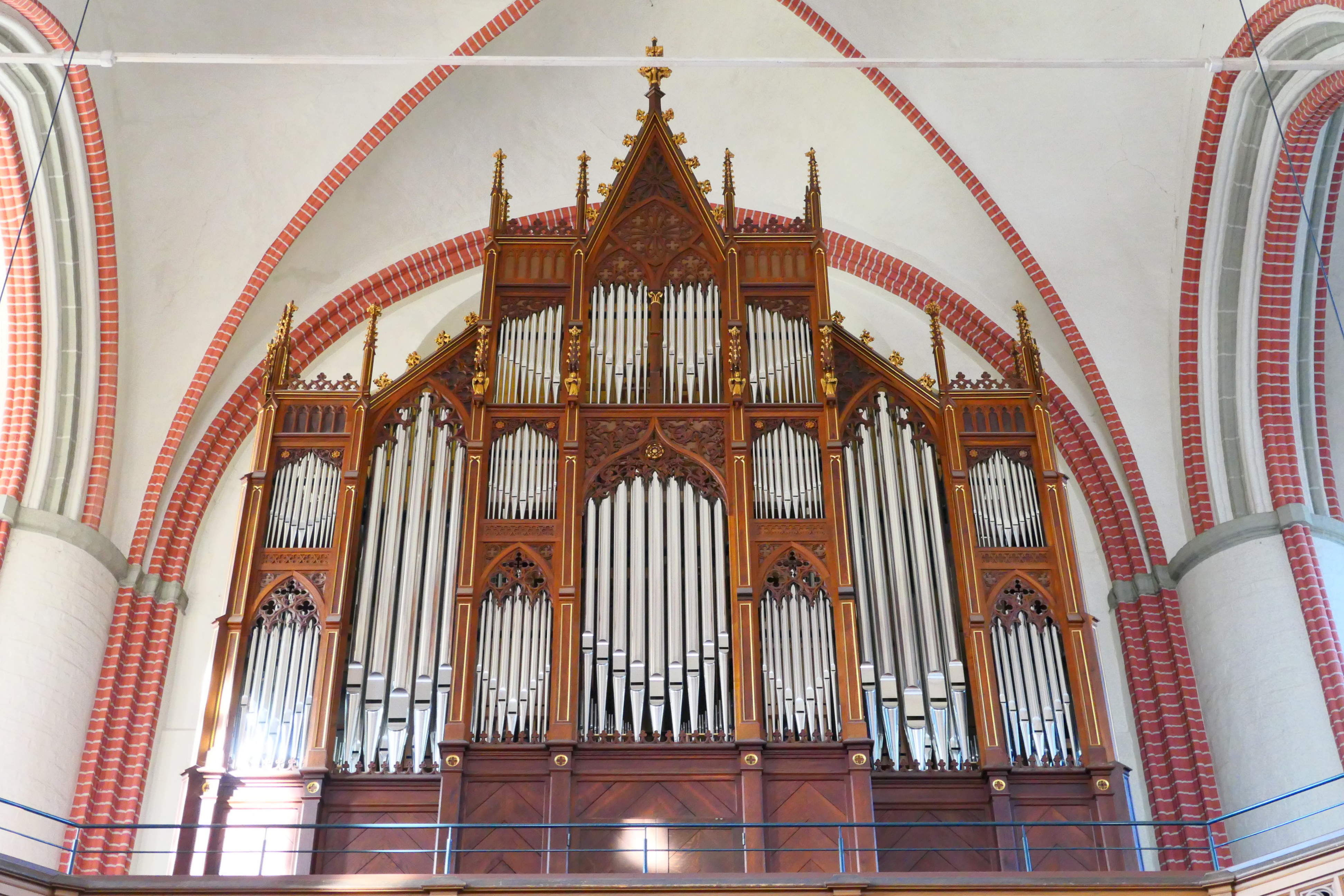
Organy